# Lieberoser Endmoräne und Staakower Läuche
Lieberoser Endmoräne und Staakower Läuche este o arie protejată (arie specială de conservare — SAC, sit de importanță comunitară — SCI) din Germania întinsă pe o suprafață de 8.255 ha, integral pe uscat.

## Localizare
Centrul sitului Lieberoser Endmoräne und Staakower Läuche este situat la coordonatele 51°56′30″N 14°18′41″E / 51.9417°N 14.3114°E.

## Înființare
Situl Lieberoser Endmoräne und Staakower Läuche a fost declarat sit de importanță comunitară în septembrie 2000.

## Biodiversitate
Situată în ecoregiunea continentală, aria protejată conține 14 habitate naturale: Vegetație psamofilă uscată cu Calluna și Genista, Vegetație psamofilă uscată cu pășuni deschise de Corynephorus și Agrostis, Lacuri eutrofice naturale cu vegetație de tip Magnopotamion sau Hydrocharition, Lacuri și iazuri distrofice naturale, Pajiști uscate europene, Pajiști cu Molinia pe soluri calcaroase, turboase sau argilos-nămoloase (Molinion caeruleae), Mlaștini turboase de tranziție și turbării mișcătoare, Depresiuni pe substraturi de turbă de Rhynchosporion, Mlaștini alcaline, Păduri de fag Luzulo-Fagetum, Păduri acidofile de stejar bătrân cu Quercus robur pe câmpii nisipoase, Mlaștini împădurite, Păduri aluvionare cu Alnus glutinosa și Fraxinus excelsior (Alno-Padion, Alnion incanae, Salicion albae), Păduri central-europene de pin scoțian cu licheni.
La baza desemnării sitului se află mai multe specii protejate:
- plante (2): o specie rară de mușchi (Drepanocladus vernicosus), moșișoare (Liparis loeselii)
- păsări (19): fâsă-de-câmp (Anthus campestris), ciuf-de-pădure (Asio otus), caprimulg (Caprimulgus europaeus), porumbel de scorbură (Columba oenas), ciocănitoare neagră (Dryocopus martius), șoimul rândunelelor (Falco subbuteo), Grus grus grus, codalb (Haliaeetus albicilla), capîntortură (Jynx torquilla), sfrâncioc roșiatic (Lanius collurio), sfrâncioc mare (Lanius excubitor excubitor), ciocârlie de pădure (Lullula arborea), gaia roșie (Milvus milvus), grangur (Oriolus oriolus), vultur pescar (Pandion haliaetus), sitar de pădure (Scolopax rusticola), turturică (Streptopelia turtur), fluierarul de zăvoi (Tringa ochropus), pupăză (Upupa epops)
- amfibieni (1): triton cu creastă (Triturus cristatus)
- mamifere (3): lupul (Canis lupus), vidră de râu (Lutra lutra), liliac comun (Myotis myotis)
- nevertebrate (4): libelule (Leucorrhinia pectoralis), rădașcă (Lucanus cervus), Vertigo angustior, Vertigo moulinsiana
- pești (3): zvârluga (Cobitis taenia), țipar (Misgurnus fossilis), boarță (Rhodeus sericeus amarus)

Pe lângă speciile protejate, pe teritoriul sitului au mai fost identificate 11 specii de plante, 1 specie de amfibieni, 5 specii de nevertebrate, 1 specie de reptile.